# Рипська Неоніла Павлівна
Неоні́ла Па́влівна Ри́пська (* 5 серпня 1918, Полонне — ?) — українська мистецтвознавиця, кандидат мистецтвознавства.
Була доцентом Київського державного інституту театрального мистецтва.
Станом на 1 червня 1998 року проживала у Києві. Член Спілки художиків України. 

## Праці
- «Абстракціонізм та деякі проблеми сучасного мистецтва» (1963),
- Н. Рипська. Мистецтво італійського Відродження [Текст] /. — К. : Мистецтво, 1968. — 75 с.
- «Київський державний музей західного і східного мистецтва» (путівник-буклет, 1964);
- статті з питань українського та західноєвропейського мистецтва.